# Onalaska (Texas)
Onalaska es una ciudad ubicada en el condado de Polk en el estado estadounidense de Texas. En el Censo de 2010 tenía una población de 1.764 habitantes y una densidad poblacional de 157,62 personas por km².

## Geografía
Onalaska se encuentra ubicada en las coordenadas 30°48′29″N 95°6′21″O / 30.80806, -95.10583. Según la Oficina del Censo de los Estados Unidos, Onalaska tiene una superficie total de 11.19 km², de la cual 11.14 km² corresponden a tierra firme y (0.46%) 0.05 km² es agua.

## Demografía
Según el censo de 2010, había 1.764 personas residiendo en Onalaska. La densidad de población era de 157,62 hab./km². De los 1.764 habitantes, Onalaska estaba compuesto por el 90.93% blancos, el 5.05% eran afroamericanos, el 1.02% eran amerindios, el 0.68% eran asiáticos, el 0% eran isleños del Pacífico, el 0.51% eran de otras razas y el 1.81% pertenecían a dos o más razas. Del total de la población el 3.46% eran hispanos o latinos de cualquier raza.